# Уестън (окръг)
Окръг Уестън (на английски: Weston County) е окръг в щата Уайоминг, Съединени американски щати. Площта му е 6216 km², а населението – 7236 души (2016). Административен център е град Нюкасъл.